# Vznešená garda
Vznešená garda (italsky Guardia Nobile Pontificia) byla vojenská jednotka Vatikánu a jedna ze čtyř papežských gard (společně se Švýcarskou, Palatinskou gardou a Corpo della Gendarmeria). Kromě období druhé světové války plnila především ceremoniální povinnosti.

## Historie
Garda byla založena 11. května 1801 papežem Piem VII. jako pluk těžké jízdy. Jednotka, tvořená výhradně členy římské šlechty, fungovala jako papežova osobní stráž a poskytovala papeži jízdní doprovod, kdykoliv cestoval kočárem po Římě i mimo město. K nejvýznamnějším misím patřilo eskortování papeže Pia VII. do Paříže na korunovaci Napoleona Bonaparte v roce 1805.
Strážci doprovázeli i jiné církevní hodnostáře, pokud vykonávali úřední cestu jménem papeže. Měli rovněž oznamovat novým kardinálům, kteří žili mimo Řím, že byli zvoleni a doručit jim kardinálský klobouk. Vznešená garda se ovšem na rozdíl od jiných složek papežského vojska neúčastnila vojenských akcí.
Po sjednocení Itálie a zániku papežského státu v roce 1870 bylo působení gardy omezeno na areál Vatikánu. V omezeném, stísněném prostoru již nemělo používání kočáru ani jezdectva význam, a proto se jednotka roku 1904 transformovala do podoby pěší stráže a koně byli rozprodáni. V této podobě pak Vznešená garda fungovala i po vzniku Městského státu Vatikán v roce 1929. Její členové hlídali vstup do papežských komnat, při oficiálních příležtostech stáli po stranách papežského trůnu a při přesunech kráčeli vedle křesla sedia gestatoria, v němž papeže nesli.

Během druhé světové války převzala Vznešená garda odpovědnost za osobní bezpečnost papeže Pia XII. a doprovázela jej na každém kroku ve dne i v noci. Poprvé od roku 1870 byli její členové pro tyto účely vyzbrojeni pistolemi.

Příslušník jízdní gardy ve slavnostní uniformě

Vznešená garda byla zrušena papežem Pavlem VI. v roce 1970 v rámci církevních reforem po 2. vatikánském koncilu. Důvodem byl mimo jiné pro druhou polovinu 20. století nežádoucí elitářský obraz, který garda vytvářela kvůli tomu, že jejími příslušníky se mohli stát výhradně členové šlechtických rodin. Funkce Vznešené gardy – především ochranu papeže – převzala Švýcarská garda.

## Personální obsazení
Členy Vznešené gardy se mohli stát pouze mladí šlechtici. Zpočátku byli přijímáni jen občané Říma, ale ve 20. století byla pravidla postupně uvolněna, a tak se do sboru mohli hlásit urození muži i z jiných oblastí Itálie a později z celé Evropy. Jednalo se ovšem o dobrovolnickou činnost – gardisté nedostávali za svou službu plat, výjimkou byl pouze příspěvek na pořízení a údržbu uniformy. 
Po vzniku Vatikánského městského státu neměla Vznešená garda nikdy více než 70 mužů.
Velitel sboru měl hodnost kapitána. Součástí Vznešené gardy byl i Dědičný vlajkonoš Svaté římské církve, který vždy pocházel z rodiny Patrizi Naro Montoro a jehož úkolem bylo nošení korouhve katolické církve se znakem papeže.

## Uniformy a výzbroj
Vznešená garda měla dvě různé uniformy, užívané při odlišných příležitostech.
První variantou byla slavnostní uniforma, oblékaná při nejvýznamnějších příležitostech a při liturgických slavnostech. Tvořil ji:
- červený kabátec se zlatým bandalírem a zlatými epoletami
- bílé kalhoty
- vysoké černé jezdecké boty
- přilba s bílým chocholem z peří a černým závěsem z koňských žíní

Druhou variantou byla služební uniforma, nošená denně při méně formálních příležitostech. Tvořil ji:
- tmavě modrý kabátec se dvěma řadami zlatých knoflíků, se zlatým bandalírem a zlatými epoletami
- modré kalhoty s červenými pruhy na bocích
- přilba bez chocholu s papežským erbem na přední straně

Gardisté byli původně vyzbrojeni karabinami, pistolemi a šavlemi, ale po roce 1870 již nosili pouze jezdecké šavle. Výjimkou bylo období druhé světové války, kdy byli k ochraně papeže opět vyzbrojeni pistolemi.

Vznešená garda v době papežského státu (1821-1838)
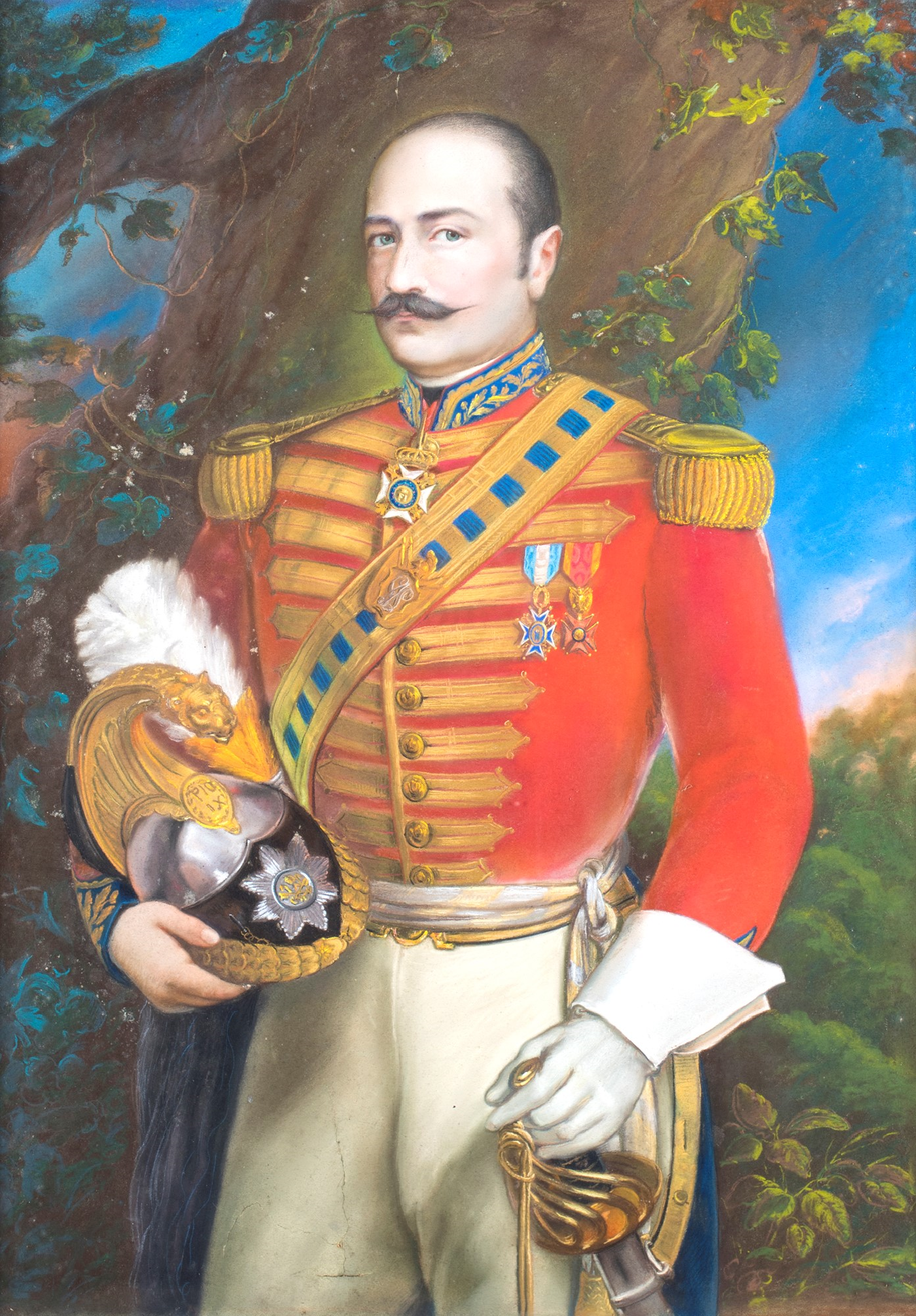
Slavnostní uniforma z 19. století
Pracovní uniformy na konci 19. století (1870 - 1900)
Pracovní uniforma
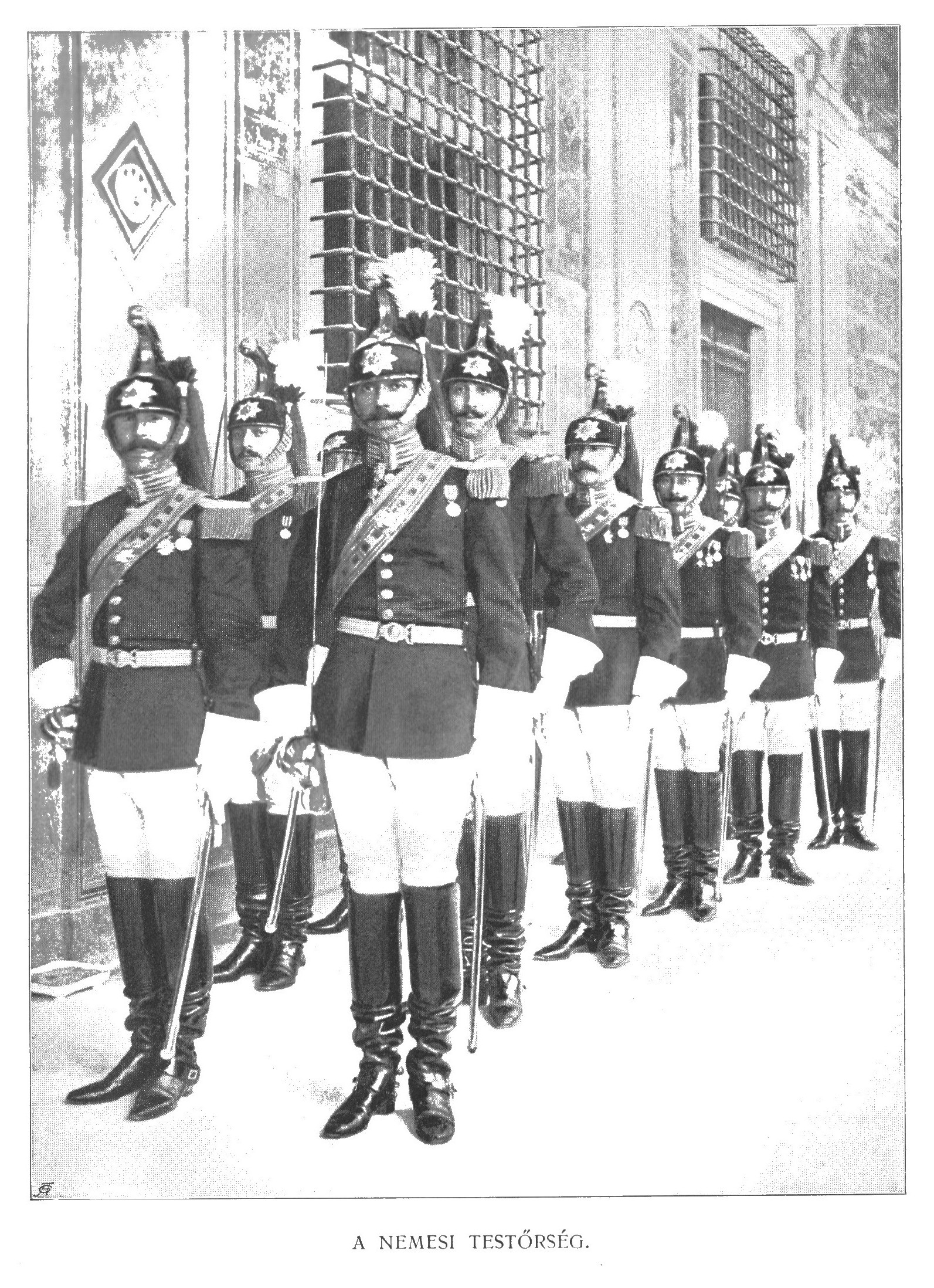
Slavnostní uniforma v roce 1907
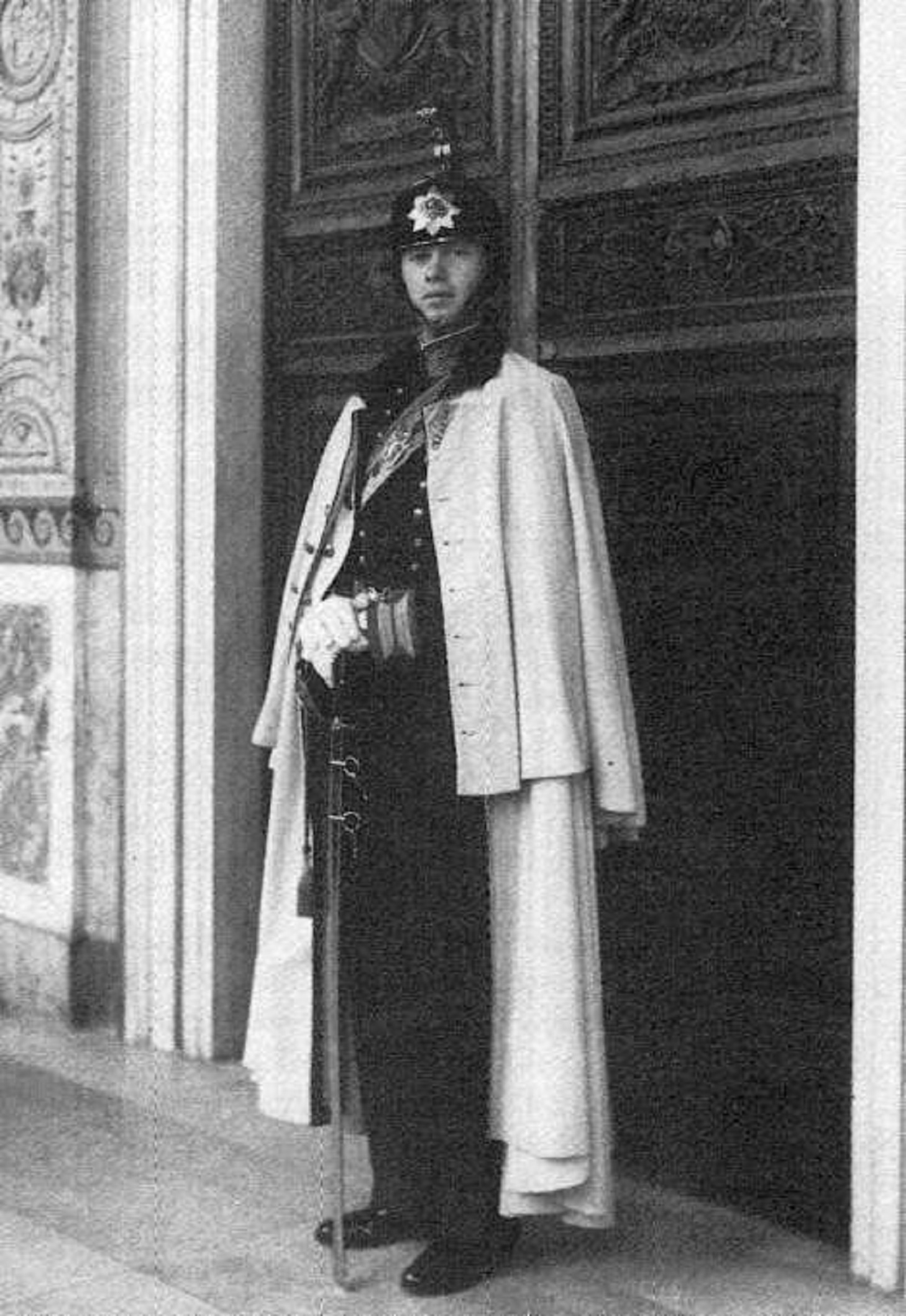
Vévoda Giulio Patrizi of Ripacandida v pracovní uniformě (20. století)
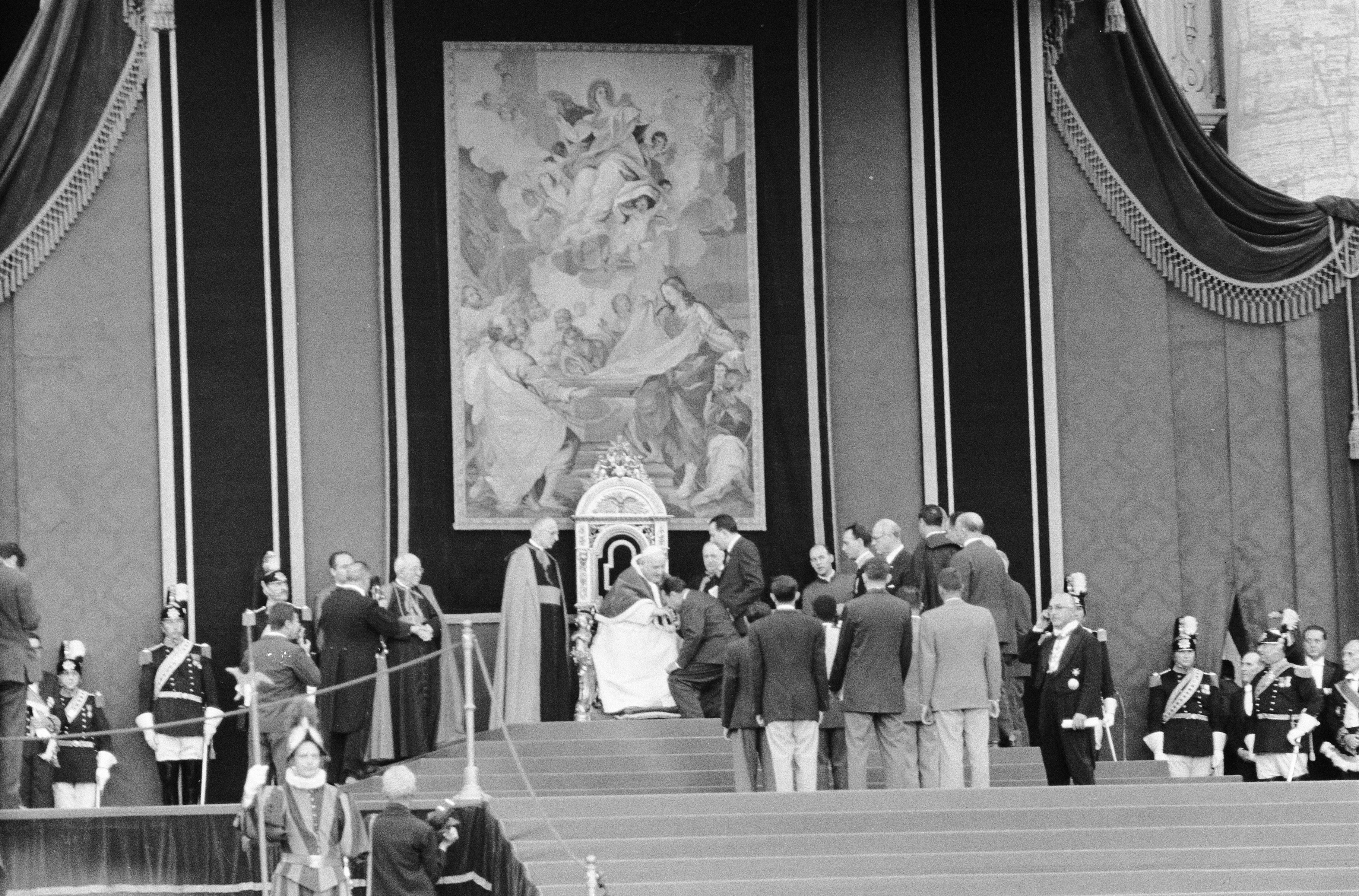
Vznešená garda doprovází papeže při zahájení olympijských her v Římě (1960)